# FC Boby Brno 1993/1994
Tento článek se podrobně zabývá soupiskou a statistikami týmu FC Boby Brno v sezoně 1993/1994.

## Důležité momenty sezony
- 12. místo v konečné ligové tabulce
- 1. kolo Pohár vítězů pohárů
- Čtvrtfinále národního poháru

## Statistiky hráčů
- zahrnující ligu, evropské poháry a závěrečné boje národního poháru (osmifinále a výše)

| Pozice | Jméno              | Zápasy | Národnost |           |
| B      | Martin Pařízek     | 11     | Česko     |           |
| B      | René Twardzik      | 16     | Česko     |           |
| B      | Radim Vlasák       | 7      | Česko     |           |
| Pozice | Jméno              | Zápasy | Góly      | Národnost |
| O      | Zdeněk Cihlář      | 18     | 0         | Česko     |
| U      | Marcel Cupák       | 13     | 1         | Česko     |
| Z      | Richard Dostálek   | 16     | 2         | Česko     |
| Z      | Vladimír Hekerle   | 8      | 0         | Česko     |
| U      | Pavel Holomek      | 22     | 0         | Česko     |
| Z      | Vladimír Chaloupka | 4      | 0         | Česko     |
| O      | František Chovanec | 18     | 0         | Česko     |
| U      | Jan Janošťák       | 16     | 3         | Česko     |
| O      | Kamil Janšta       | 6      | 0         | Česko     |
| O      | Pavel Kobylka      | 28     | 1         | Česko     |
| Z      | Petr Kocman        | 26     | 2         | Česko     |
| Z      | Michal Kolomazník  | 1      | 0         | Česko     |
| Z      | Václav Krška       | 1      | 0         | Česko     |
| O      | Petr Křivánek      | 31     | 5         | Česko     |
| Z      | Miloslav Kufa      | 5      | 1         | Česko     |
| Z      | Roman Kukleta      | 12     | 0         | Česko     |
| Z      | Edvard Lasota      | 20     | 5         | Česko     |
| O      | Petr Maléř         | 29     | 4         | Česko     |
| Z      | Vladimír Michal    | 1      | 0         | Česko     |
| O      | Libor Soldán       | 28     | 1         | Česko     |
| Z      | Lambert Šmíd       | 20     | 1         | Česko     |
| Z      | Martin Špinar      | 8      | 0         | Česko     |
| Ú      | Petr Tichý         | 1      | 0         | Česko     |
| Ú      | Radek Toman        | 1      | 0         | Česko     |
| Z      | Zdeněk Valnoha     | 11     | 3         | Česko     |
| Z      | Roman Veselý       | 6      | 0         | Česko     |
| Ú      | René Wagner        | 31     | 13        | Česko     |
| Z      | Jiří Záleský       | 12     | 1         | Česko     |
| Ú      | Marek Zúbek        | 9      | 0         | Česko     |

- hráči A-týmu bez jediného startu: Marek Látal
- trenéři: Josef Masopust, Vladimír Táborský
- asistenti: Josef Hron, Josef Masopust, Karel Večeřa

## Zápasy

### 1. Liga
- 1. a 15. kolo - AC Sparta Praha - FC Boby Brno 5:1, 2:0
- 2. a 16. kolo - FC Boby Brno - FC Olpran Drnovice 1:2, 1:2
- 3. a 17. kolo - SKP Union Cheb - FC Boby Brno 1:1, 0:0
- 4. a 18. kolo - FC Viktoria Žižkov - FC Boby Brno 2:1, 1:1
- 5. a 19. kolo - FC Boby Brno - SKP FOMEI Hradec Králové 2:1, 0:1
- 6. a 20. kolo - SK Sigma Olomouc MŽ - FC Boby Brno 0:3, 1:0
- 7. a 22. kolo - FC Boby Brno - FC Dukla Praha 2:2, 1:1
- 8. a 23. kolo - FC Kovkor Vítkovice - FC Boby Brno 0:2, 0:1
- 9. a 24. kolo - FC Boby Brno - SK Slavia Praha 2:1, 0:6
- 10. a 25. kolo - FC Slovan WSK Liberec - FC Boby Brno 2:1, 0:1
- 11. a 26. kolo - FC Boby Brno - FC Viktoria Plzeň 0:1, 2:1
- 12. a 27. kolo - SK JČE České Budějovice - FC Boby Brno 3:2, 1:1
- 13. a 28. kolo - FC Boby Brno - FC Svit Zlín 3:0, 2:3
- 14. a 29. kolo - TJ Bohemians Praha - FC Boby Brno 3:2, 0:3
- 21. a 30. kolo - FC Boby Brno - FC Baník Ostrava Tango 0:1, 1:4

### Národní pohár
- 2. kolo - FC Uherský Brod - FC Boby Brno 0:4

Branky: Petr Kocman 2, Miloslav Kufa, Zdeněk Cihlář
- 3. kolo - VTJ Kroměříž - FC Boby Brno 2:4

Branky Brna: Libor Soldán 2, Edvard Lasota, Petr Kocman
- Osmifinále - FC Boby Brno - FC Svit Zlín 4:0 (1:0)

Branky: 65. a 74. Petr Křivánek, 34. Libor Soldán, 69. Jan Janošťák.

Brno: René Twardzik - Pavel Kobylka, Petr Maléř, Petr Křivánek, Libor Soldán - Lambert Šmíd, Jiří Záleský, Edvard Lasota (71. Vladimír Hekerle), Petr Kocman - René Wagner, Pavel Holomek (56. Jan Janošťák). Trenér: Josef Masopust.

Zlín: Krbeček - Švach (27. Hoftych), Brabec, Klhůfek, Červenka - Holeňák, Čepel, Mičega, Gottwald - Marcel Cupák, Barbarič. Trenér: Petr Uličný.
- Čtvrtfinále - FC Baník Ostrava Tango - FC Boby Brno 2:1 (2:1)

Branky: 22. a 44. Milan Duhan - 45. René Wagner.

Baník: Bernády - T. Řepka, Galásek, Bystroň - P. Veselý, Duhan, Hýravý, Mašlej, R. Slončík - Fujdiar (56. Marek Poštulka (76. M. Čížek)), Svědík. Trenér: Verner Lička.

Brno: Martin Pařízek - Petr Křivánek, Petr Maléř, Zdeněk Cihlář - Petr Kocman, Zdeněk Valnoha (46. Marek Zúbek), Richard Dostálek (74. Vladimír Chaloupka), Martin Špinar, Libor Soldán - René Wagner, Pavel Holomek. Trenér: Vladimír Táborský.

### Pohár Vítězů Pohárů
- 1. kolo - Bayer Leverkusen - FC Boby Brno 2:0
- Odveta 1. kola - FC Boby Brno - Bayer Leverkusen 0:3

## Klubová nej sezony
- Nejlepší střelec - René Wagner, 13 branek
- Nejvíce startů - René Wagner; Petr Křivánek, 31 zápasů
- Nejvyšší výhra - 4:0 nad Uherským Brodem a Zlínem
- Nejvyšší prohra - 0:6 se Slavií Praha
- Nejvyšší domácí návštěva - 23 111 na utkání se Slavií Praha
- Nejnižší domácí návštěva - 3 583 na utkání s Baníkem Ostrava